# Beta nana
Beta nana är en amarantväxtart som beskrevs av Pierre Edmond Boissier och Theodor Heinrich von Heldreich. Beta nana ingår i släktet betor, och familjen amarantväxter. Inga underarter finns listade i Catalogue of Life.